# Antoine Guillaume Delmas
Antoine-Guillaume Maurailhac d’Elmas de la Coste (ur. 3 stycznia 1766 w Argentat, zm. 30 października 1813 w Lipsku) – francuski generał, uczestnik wojny o niepodległość Stanów Zjednoczonych.

## Kalendarium z okresurewolucjiiCesarstwa
- 13 czerwca 1793 – generał brygady
- 19 września 1793 – generał dywizji (Armia Renu)
- 25 stycznia 1794 – dowódca 3. dywizji (Armia Renu)
- 23 września – 9 października 1794 – dowódca oblężenia ’s-Hertogenbosch
- 27 października 1795 – dowódca 4. dywizji piechoty
- 12 stycznia 1797 – przejście wraz z dywizją do Armii Italii
- 14 czerwca 1797 – dowódca 7. dywizji (Armia Italii)
- 9 listopada 1797 – dowódca 8. dywizji (Armia Italii)
- 1 lutego – 6 marca 1799 – tymczasowy dowódca Armii Italii
- 17 grudnia 1799 – ranny w bitwie pod Pastrengo, powrót do Armii Renu
- 2 – 8 czerwca 1800 – dowódca dywizji piechoty (Armia Renu)
- 16 września 1800 – przejście do Armii Italii, z-ca dowódcy armii
- 16 listopada 1800 – dowódca awangardy
- 9 kwietnia – 18 lipca 1801 – dowódca dywizji Piemontu
- 25 grudnia 1801 – inspektor generalny piechoty
- 18 kwietnia 1802 – za krytykowanie uroczystości przywrócenia kultu religijnego w katedrze Notre-Dame („...piękna kapucynada! Brakowało tylko tych stu tysięcy ludzi, którzy dali się zabić, aby to wszystko zlikwidować!”) wydalony ze stolicy i skazany na osiedlenie się w odległości co najmniej 30 lieus (1 lieu = 4,5 km) od Paryża
- 1802 – 1813 – usunięty z armii jako zwolennik gen. Moreau
- 10 kwietnia 1813 – powrót do armii
- 4 maja 1813 – dowódca 9. dywizji piechoty (III Korpus)
- 30 października 1813 – zmarł na skutek ran odniesionych w bitwie pod Lipskiem